# Balabanivka, Orativ
Balabanivka (în ucraineană Балабанівка) este localitatea de reședință a comunei Balabanivka din raionul Orativ, regiunea Vinnița, Ucraina.

## Demografie
Componența lingvistică a localității Balabanivka
     Ucraineană (98,84%)
     Alte limbi (1,05%)
Conform recensământului din 2001, majoritatea populației localității Balabanivka era vorbitoare de ucraineană (98,84%), existând în minoritate și vorbitori de alte limbi.